# Globifomes graveolens
Globifomes graveolens är en svampart som först beskrevs av Ludwig David von Schweinitz, och fick sitt nu gällande namn av William Alphonso Murrill 1904. Globifomes graveolens ingår i släktet Globifomes och familjen Polyporaceae.   Inga underarter finns listade i Catalogue of Life.

## Källor

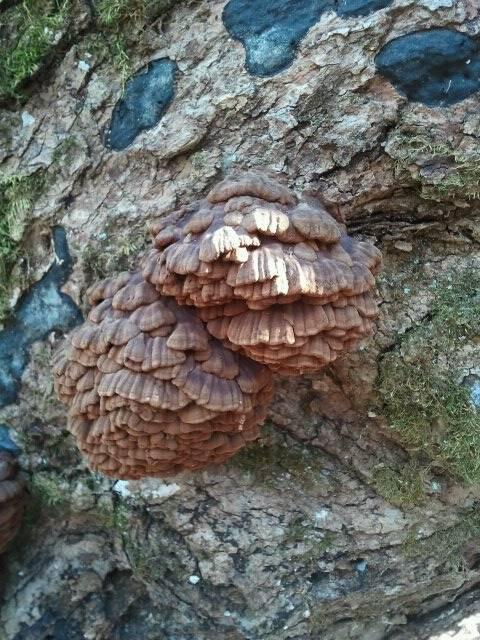